# OCaml
OCaml, anteriorment denominat Objective Caml és un llenguatge de programació de la família ML, extensió i versió actual del llenguatge de programació Caml, acrònim de "Categorical Abstract Machine Language", creat per Xavier Leroy, Jérôme Vouillon, Damien Doligez, Didier Rémy i altres el 1996, amb construccions d'Orientació a Objectes, successora de l'extensió anterior del mateix llenguatge anomenada Caml Light.
OCaml és un projecte de codi obert impulsat per l'entitat estatal francesa de recerca INRIA (Institut national de recherche en informatique et en automatique).
OCaml parteix dels patrons del llenguatge funcional ML amb un lèxic i puntuació diferents, i hi afegeix construccions dels paradigmes de programació procedimental ja incorporades a Caml Light i d'Orientació a objectes, adoptant un enfocament multiparadigma.
OCaml és el nou nom oficial (abans era Objective Caml) des del Juliol del 2011, i ha estat adoptat per Microsoft com a base del seu llenguatge funcional F#. No hi ha cap estàndard per al llenguatge; l'única font de compiladors per al llenguatge és el mateix centre de recerca.

## Compiladors
OCaml posa èmfasi en el rendiment. Xavier Leroy diu "El compilador OCaml proporciona pel cap baix un rendiment del 50% d'un compilador de llenguatge C" i els bancs de proves mostren que generalment és així.
Es disposa de dos compiladors per a OCaml,
- ocamlc a codi intermedi (bytecode) interpretable pel mòdul ocamlrun. (ocamlc -custom genera un executable autònom (stand‑alone) i possibilita l'enllaç amb biblioteques de llenguatge C).
- ocamlopt compila a codi nadiu del sistema per a les arquitectures[6]
- ocaml és un intèrpret o avaluador d'expressions (ang: Top-Level Read-Eval-Print-Loop) referit habitualment per TopLevel.[7]

OCaml destaca per la gestió de memòria amb recuperació incremental de curta durada.
>>.. about soft real-time performance.. GHC's stop-the-world GC will incur prohibitively long pause times for this kind of application (soft real-time), orders of magnitude longer than the pause times of OCaml's incremental GC.
Ocaml implementa un gestor de memòria dinàmica (ang:garbage collector) de dues generacions
- la generació jove quan arriba al límit fa servir el sistema "stop and copy" (aturar i copiar) de dos espais amb destinació a la generació vella.
- la gen. vella quan arriba al límit fa servir el sistema "mark and sweep" (marcar i escombrar) de manera incremental amb compactació opcional

El caràcter incremental del recol·lector a la generació més vella, possibilita un temps reduït de les pauses. A cada passada de la generació jove (minor collection) fa una part de la feina sobre la generació vella (major collection).
Fent una prova amb el programa del tutorial de la referència esmentat al paràgraf "The GC module", es comprova que les pauses per recuperació es poden comptar per poques dècimes de mil·lisegon malgrat que poden augmentar ocasionalment a causa de la latència o espera de commutació de fil del planificador del nucli.

(<0.0002 segons amb ocamlc i <0.0001 amb ocamlopt mesurat sobre un Intel Atom model 330 amb Linux Ubuntu 10.04 "preempt" de 64 bits i 2 GB de RAM i amb el compilador recompilat a partir dels fonts modificats per calcular, en les manques de memòria dinàmica caml_check_urgent_gc, la pausa màxima havent creat totes les estructures, és a dir, partint en haver completat la primera recol·lecció de la generació vella).

## Hola Món
El programa següent "hola.ml":
```
 
print_string
 
"Hola Món!
\n
"
 
 
;;

```

es compila a codi intermedi de la següent manera:
```
$ ocamlc hola.ml -o hola
```

i s'executa en entorns Unix:
```
$./hola
Hola Món!
$
```

o a l'avaluador d'expressions "ocaml"
```
# print_string "Hola Món!\n" ;;
Hola Món!
- : unit = ()
#
```

Si oblideu el fi de clàusula en doble punt-i-coma ;; el podeu afegir a la línia següent.
En-línia, a l'avaluador d'expressions ocamljava en una applet Java. (No hi oblideu el topall ;; de fi d'instrucció).
Al mòbil o tauleta Android amb l'aplic. "Ocaml toplevel" o també l'aplic. d'execució remota "IDEDroid".
A l'iPad/iPhone amb l'aplic. "CodeToGo" que executa remotament a l'IDEone igual que l'"IDEDroid"

## Característiques
OCaml disposa de tipatge estàtic, inferència de tipus, polimorfisme paramètric, recursivitat final, encaixos de patrons, tractament d'excepcions, tancaments, mòduls paramètrics (functor) i recol·lector de memòria brossa generacional i incremental, objectes, classes d'objectes (parametritzables), tipus de classes,...

### Lèxic
Depèn de la codificació del fitxer font. i l'entorn del sistema operatiu, a causa de l'assimilació de caràcters a bytes (rang 0..255).
Cas de codificació habitual del Windows (Windows-1250)es poden utilitzar caràcters europeus als identificadors. (tots els caràcters ocupen un sol octet).
Cas de codificació UTF-8 a Unixl'alfabet del codi queda limitat als caràcters ASCII (0-127) (els únics que ocupen un sol octet en UTF-8). Les tires de text literals amb caràcters no anglosaxons (en codificació UTF-8 ocupen més d'un octet), poden donar resultats inesperats si es tracten amb el tipus String (String.length "Món" = 4 !! (4 bytes en UTF-8)) en comptes de ser tractats amb tipus més adients. Vegeu #tipus Unicode i exemple

### Sintaxi
Les clàusules acaben en doble punt-i-coma, per distingir-lo del punt-i-coma separador de la seqüència d'instruccions en una definició (lligam).
```
let nom_definit = expr; expr;..; expr ;;
```

```
(* definició de tipus *)
type tipus = Constructor1 
of
 tipus_dels_components | Constructor2 
of
 tipus_dels_components |... ;;
```

```
exception Excepció 
of
 tipus_dels_components ;;
```

```
(* dins una signatura *) 
val nom_definit : expr_de_tipus
```

```
(* dins una def. d'objecte *)
val [mutable] nom_de_camp = expressió
```

#### grafia
Precedits d'un apòstrofvariables de tipus
Precedits d'una cometa revessa (accent greu + espai)constructors de tipus variant
Començant per majúscula
- Constructors de tipus
- Símbols d'enumeracions

Començant per minúsculala resta.

#### comentaris
```
 (* comentari multilínia
 no existeix el comentari fins a fi de línia 
 (*
 comentari niuat
 *)
 *)

 (** comentari d'autodocumentació
 *)

```

#### nova sintaxi
De manera opcional es proposa una revisió de la sintaxi per solucionar dificultats amb l'analitzador sintàctic.
compilació amb la nova sintaxi
```
ocamlc -pp camlp4r programa.ml
```

nova sintaxi a l'intèrpret
```
ocaml
# load "camlp4r.cma";;
```

### tipus

#### tipus bàsics
```
 type unit (* tipus buit, el de les expressions d'efectes col·laterals que no retornen cap valor
 literals: () 
 *)

```

- () com a únic paràmetre en una funció indica que cal recalcular-ne el valor a cada invocació

```
 type bool (* tipus booleà 
 literals: true, false
 ops: not, &&, || (''or'' i ''&'' han quedat obsolets)
 *)

```

```
 type int (* sencers 31 o 63 bits segons la màq.<ref>[http://caml.inria.fr/pub/docs/manual-ocaml/libref/Pervasives.html#6_Integerarithmetic Aritmètica de sencers, 31 o 63 bits]{{en}}</ref> *), 
 literals: 5, -5, 6-5 (* la op. menys unària es fa amb el signe '-'
 contràriament a SML *)
 ops: + - * / mod abs max_int min_int
 <, <=, >, >=, = (igual valor), <> (not =), == (igualtat referencial),<ref>[http://caml.inria.fr/pub/docs/manual-ocaml/libref/Pervasives.html#VAL(%3D%3D) Igualtat referencial (==) respecte Igualtat estructural (=)]</ref> != (not ==)
 land, lor, lxor, lnot, lsl, lsr, asr

```

No hi ha literals en bases hexa, octal, binari, però la conversió int_of_string els pot llegir d'una cadena amb el prefix "0x", "0o", "0b" respectivament.
```
 
"pseudoliterals hexa"
:
 
int_of_string
 
"0x01020304"

 
"pseudoliterals octal"
:
 
int_of_string
 
"0o377"

 
"pseudoliterals binaris"
:
 
int_of_string
 
"0b0101"

```

El tipus sencer int comparteix representació amb el tipus punter, reservant un bit per la distinció.
Tipus sencers de paraula completa (32 o 64 bits):
- int32 (sufix 'l' als literals),[16]
- int64 (sufix 'L'),
- nativeint (sufix 'n')

```
 type float (* coma flotant de 64 bits [[IEEE 754]] *)
 literals: 0.44 1.2E2 5. (* la part sencera no pot ser buida, la decimal sí !! *)
 ops: +. -. *. /. ** ceil floor max_float min_float int_of_float float_of_int
 (* els operadors numèrics de floats que coincideixen amb els de sencers
 porten un puntet diferenciador *)
 (* no generen excepcions en cas de sobreiximent o div. per zero
 ''classify_float'' torna un de 
 (FP_normal | FP_subnormal (valors IEEE754 amb repr. ''denormal'' inf. als normals 
 per evitar div.per.zero) 
 | FP_zero | FP_nan (0/0) | FP_infinity) Vegeu ref.<ref>[http://caml.inria.fr/pub/docs/manual-ocaml/libref/Pervasives.html#6_Floatingpointarithmetic Aritmètica de Coma flotant] {{en}}</ref>*)
 <, <=, >, >=, =, <>, ==, !=, classify_float

```

```
 type char (* caràcters de 8 bits *) [http://caml.inria.fr/pub/docs/manual-ocaml/libref/Char.html mòdul Char]
 literals: 'a', '\n', '\t', '\120' (* decimal 'x' *), '\x78' (* hexadecimal 'x' *)

```

#### tipus algebraics

##### enumerats
```
 
(* enumerats *)

 
type
 
signe
 
=
 
Positiu
 
|
 
Negatiu
 
;;

```

##### tipus producte - tuples
```
 
(* tuples (tipus producte), separador en els valors la coma 

 sense parèntesis també val, la coma n'és el constructor *)

 
(
2
,
 
3
.
5
)
 
:
 
int
 
*
 
float

 
fst
 
(
2
,
 
3
.
5
)
 
=
 
2
 
;;

 
snd
 
(
2
,
 
3
.
5
)
 
=
 
3
.
5
 
;;

 
type
 
la_meva
 
=
 
int
 
*
 
float

```

##### tipus producte - registres
```
 
(* registres, separador el punt i coma *)

 
{
a
=
2
;
 
b
=
3
.
5
}
 
:
 
{
a
:
 
int
;
 
b
:
 
float
}

 
(* registres amb camps mudables *)

 
type
 
persona
 
=
 
{
nom
:
string
;
 
mutable
 
edat
:
int
}

 
let
 
p
 
=
 
{
nom
=
"Joan"
;
 
edat
=
30
}
 
;;

 
let
 
aniversari
 
(
p
:
persona
)
 
=
 
 
p
.
edat
 
<-
 
p
.
edat
 
+
1
 
;;

 
(* actualització funcional (clonar i actualitzar) *)

 
let
 
q
 
=
 
{
p
 
with
 
nom
=
"Josep"
}
 
;;

```

##### tipus suma (unió discriminada)
```
 
(* unió discriminada per etiquetes (constructors) *)

 
type
 
nombre
 
=
 
Sencer
 
of
 
int
 
|
 
Real
 
of
 
float
 
;;

 
let
 
llista_de_nombres
 
=
 
[
 
Sencer
 
10
;
 
Real
 
2
.
5
]
 
;;

```

##### tipus polimòrfics
```
 
(* tipus polimòrfics, 

 'a : el prefix apòstrof indica variable de tipus

 cas de més d'una variable, es posen en tupla *)

 
(* opcionalitat de valor, per a resultats de funcions definides parcialment *)

 
type
 
'
a
 
option
 
=
 
None
 
|
 
Some
 
of
 
'
a
 
;;

 
(* amb dues variables *)

 
type
 
(
'
a
,
 
'
b
)
 
a_o_b
 
=
 
A
 
of
 
'
a
 
|
 
B
 
of
 
'
b
 
;;

 
type
 
sencerA_o_realB
 
=
 
(
int
,
 
float
)
 
a_o_b
 
;;

 
(* tipus recursius *)

 
type
 
'
a
 
arbre
 
=
 
Fulla
 
of
 
'
a
 
|
 
Branca
 
of
 
'
a
 
*
 
'
a
 
arbre
 
*
 
'
a
 
arbre
 
;;

 
let
 
a
 
=
 
Fulla
 
2
 
;;
 
 
let
 
b
 
=
 
Branca
 
(
5
,
 
a
,
 
a
)
 
;;

```

#### tipus amb allotjament lineal
tipus string
Els caràcters ocupen un octet (valors 0..255). (Per a tires de caràcters Unicode vegeu #tipus Unicode)
Vegeu
```
 
type
 
string
 
(* text *)
 
 
(* literals: "abc"

 ops: "abc" ^ "def" = "abcdef" *)

 
let
 
str
 
=
 
"abc"
 
;;

 
String
.
sub
 
str
 
0
 
2
 
=
 
"ab"
 
;;
 
(* subtira amb inici i llargada *)

 
str
.[
0
]
 
;;
 
(* obtenir caràcter a la posició x *)

 
str
.[
1
]
 
<-
 
'm'
 
;;
 
(* estableix caràcter -- les tires són mudables *)

 
(* (==) igualtat referencial (indica si són la mateixa instància) *)

 
(
"abc"
 
==
 
"abc"
)
 
=
 
false
 
;;

 
(
"abc"
 
=
 
"abc"
)
 
=
 
true
 
;;
 
(* (=) igualtat estructural *)

```

Vectors - tipus ('a array)Vegeu
```
 
(* vectors / arrays *)

 
let
 
arr
 
=
 
[|
 
1
;
 
2
;
 
3
 
|]
 
;;
 
(* literals *)

 
let
 
arr
 
=
 
Array
.
make
 
20
 
1
.
0
 
;;
 
(* 20 elements amb el valor *)

 
let
 
arr
 
=
 
Array
.
init
 
20
 
(
fun
 
i
 
->
 
2
*
i
)
 
;;
 
(* 20 elements segons funció *)

 
let
 
elem
 
=
 
arr
.(
0
)
 
;;
 
(* obtenir elem., el primer índex és el 0 *)

 
arr
.(
2
)
 
<-
 
6
 
;;
 
(* establir elem.*)

```

#### llistes homogènies
```
 
(* llistes, separador el punt i coma *)

 
[
 
1
;
 
2
;
 
3
 
]
 
;;
 
(* literals *)

 
[
 
1
,
 
2
;
 
3
,
 
4
]
 
=
 
[
 
(
1
,
 
2
);
 
(
3
,
 
4
)
 
]
 
;;
 
(* la coma fa el parell, el separador de llistes és el; *)

 
1
 
::
 
[
 
2
;
 
3
]
 
;;
 
(* op. Cons -- - : int list = [1; 2; 3] *)

 
[
 
1
;
 
2
]
 
@
 
[
3
]
 
;;
 
(* concatena -- - : int list = [1; 2; 3] *)

 
List
.
hd
 
[
1
;
 
2
;
 
3
]
 
=
 
1
 
;;
 
(* hd (abreviació de "head" : cap) *)

 
List
.
tl
 
[
1
;
 
2
;
 
3
]
 
=
 
[
2
;
 
3
]
 
;;
 
(* tl (abreviació de "tail" : cua) *)

```

#### Col·leccions polimòrfiques - llistes heterogènies d'elements etiquetats
El tipus és una unió discriminada oberta, sense declaració prèvia de tipus, d'elements etiquetats anomenats (variant types).
```
let
 
llista_d_etiquetats
 
=
 
[`
Pomes
 
10
;
 
`
Sucre
 
2
.
5
]
 
;;

let
 
totalitza
 
(
import_acum
:
float
)
 
variant
 
=
 
match
 
variant
 
with

 
|
 
`
Pomes
 
(
quant
:
 
int
)
 
->
 
import_acum
 
+.
 
(
float_of_int
 
quant
)
 
*.
 
0
.
32

 
|
 
`
Sucre
 
(
quant
:
 
float
)
 
->
 
import_acum
 
+.
 
quant
 
*.
 
0
.
21

 
;;

let
 
total
 
=
 
List
.
fold_left
 
totalitza
 
0
.
0
 
llista_d_etiquetats

in
 
print_float
 
total
;
 
print_newline
 
()

;;

```

La finalitat és discriminar els elements d'una col·lecció per encaix de patrons de l'etiqueta, que ha de començar per una cometa revessa, feta amb l'accent greu seguit d'espai, i un identificador que comenci per majúscula
- Cada etiqueta (constructor) s'acompanya d'un sol valor (component) sempre del mateix tipus
- El tractament serà per encaix de patrons segons l'etiqueta
- Les llistes de variants es poden comparar, encara que continguin elements amb constructors diferents.

```
 
let
 
llista_d_etiquetats
 
=
 
[`
Pomes
 
10
;
 
`
Sucre
 
2
.
5
 
]
 
;;

 
(* val llista_d_etiquetats: [> `Pomes of int | `Sucre of float ] list *)

 
let
 
novallista
 
=
 
llista_d_etiquetats
 
@
 
[`
Ous
 
2
]
 
;;
 
(* concatenació *)

 
(* les llistes etiquetades es poden comparar, 

 no hi ha queixa de tipus malgrat difereixin en etiquetes *)

 
(
novallista
 
=
 
llista_d_etiquetats
)
 
;;
 
(* - : bool = false *)

```

Exemple:#llistes obertes d'elements etiquetats

#### tipusUnicode
Vegeu biblioteca Camomile
```
UChar
 
(* caràcter unicode de 31 bits *)

(* tipus de strings *)

UTF8

UTF16

UCS4

UText
 
(* string com a vector de sencers *)

...

```

#### tipus fantasma
De l'anglès "Phantom types". Tipus sense definició o amb paràmetres de tipus que no intervenen a la definició.
Vegeu

### expressions

#### lligant identificadors amb expressions
```
 
let
 
pi
 
=
 
4
.
 
*.
 
atan
 
1
.
 
;;

 
(* encaix de tuples i registres *)

 
let
 
(
v_a
,
 
v_b
)
 
=
 
(
1
,
 
2
)
 
;;
 
(* val v_a : int = 1

 val v_b : int = 2

 *)

 
let
 
v_a
,
 
v_b
 
=
 
1
,
 
2
 
;;
 
(* sense parèntesi també val: la coma és el constructor de tupla *)

 
type
 
el_meu_tipus
 
=
 
{
a
:
int
;
 
b
:
float
}
 
;;
 
(* registres *)
 
 
let
 
el_meu
 
=
 
{
 
a
 
=
 
2
;
 
b
 
=
 
3
.
5
 
}
 
;;

 
let
 
{
a
 
=
 
v_a
;
 
b
 
=
 
v_b
 
}
 
=
 
el_meu
 
;;
 
(* val v_a : int = 2

 val v_b : float = 3.5

 *)

```

#### restricció de tipus
```
 ''expr'' : ''tipus''

 (* (#) restricció de paràmetres a ''class type'' (signatures d'objectes 
 i ''interfaces'') *)

 ''paràmetre'' : # ''super_classe_o_interface''

 (* (:>) coerció a tipus de classe menys especialitzat (''up-cast'')
 (superclasses i ''class type''s) -- secció [[#herència|Herència]] i següents *)

 ''expr_subtipus'' :> ''super_tipus_de_classe''

```

#### alternatives
```
 if ''expr'' then ''expr'' else ''expr'' ;;

 match ''expr'' with 
 ''patró'' when ''expr'' -> ''expr''
 | ''patró'' | ''patró'' | ''patró'' when ''expr'' -> ''expr''
...
 ;;

```

#### declaracions locals
amb àmbits successius de visibilitat
```
 let resultat = let ''declaració'' in (* àmbit més extern *)
 let ''declaracio2'' in (* àmbit intermedi *)
 ''expr'' ;; (* àmbit intern *)

```

#### funcions
```
 
let
 
suma
 
x
 
y
 
=
 
x
 
+
 
y
 
;;
 
(* val suma : int -> int -> int = <fun> *)

 
(* funció recursiva, ''rec'' permet fer referència al nom de la funció *)

 
let
 
rec
 
fact
 
n
 
=
 
match
 
n
 
with
 
 
0
 
->
 
1
 
 
|
 
m
 
->
 
m
 
*
 
fact
 
(
m
 
-
1
)
 
 
;;
 
(* val fact : int -> int = <fun> *)

```

```
(* lligam amb funció anònima, clàusula 
function
 definició per encaix de patrons (pattern-matching)
clàusula 
fun
 definició per paràmetres
[
23
]

*)
```

```
 
let
 
rec
 
fact
 
=
 
function
 
 
|
 
0
 
->
 
1

 
|
 
n
 
->
 
n
 
*
 
fact
 
(
n
-
1
)

 
;;

 
(* definició simultània (''and'') amb crides circulars, 

 ''rec'' permet fer referència als identificadors definits *)

 
let
 
rec
 
parell
 
=
 
function

 
|
 
0
 
->
 
true

 
|
 
n
 
->
 
senar
 
(
n
-
1
)

 
and
 
senar
 
=
 
function

 
|
 
0
 
->
 
false

 
|
 
n
 
->
 
parell
 
(
n
-
1
)

 
;;
 
(* val parell : int -> bool = <fun>

 val senar : int -> bool = <fun>

 *)

```

operadors de funcions
Contràriament a ML i al Haskell no n'hi ha.
```
 
(* composició de funcions, predefinit: ''compose'' *)

 
(* no hi ha cap operador específic per la composició *)

 
let
 
compose
 
f
 
g
 
=
 
function
 
x
 
->
 
f
(
g
(
x
));;

```

La composició de funcions en un llenguatge estricte, genera estructures intermèdies i és preferible resoldre el problema de la desforestació fusionant manualment les operacions en una funció amb un sol bucle.
La biblioteca Batteries defineix (-|) com a operador de composició.

##### pas de paràmetres etiquetat
- per nom

```
 
(* amb pas de paràmetres per nom (l'ordre dels param. es pot alterar)

 ~nomparam:argument o ~nomparam com a abrev. de ~nomparam:nomparam 

 ~ es fa amb les tecles AltGr+4 *)

 
let
 
rec
 
fact
 
~
num
:
n
 
=
 
match
 
n
 
with
 
 
0
 
->
 
1
 
 
|
 
m
 
->
 
m
 
*
 
fact
 
~
num
:(
m
 
-
1
)
 
 
;;

```

L'opcio de compilació -nolabels requereix l'ordenació estricta dels paràmetres a la crida (ignora les etiquetes de paràmetres no opcionals).

##### paràmetres opcionals
- paràmetres opcionals

```
let
 
salt
 
?
incr
 
x
 
=
 
(* ? prefixa el param. opcional formal *)

 
match
 
incr
 
with

 
|
 
None
 
->
 
x
 
*
 
2
 
(* cas de None: el param. actual no hi era *)

 
|
 
Some
 
y
 
->
 
x
 
+
 
y
 
(* cas de Some: el param. actual sí que hi era *)

 
;;
 
(* val salt : ?incr:int -> int -> int = <fun> *)

(* ús *)

let
 
()
 
=
 
let
 
r
 
=
 
salt
 
~
incr
:
1
 
2
 
(* ~ prefixa el param. opcional actual *)

 
in
 
print_int
 
r
 
;

 
print_endline
 
""
 
;;

```

Requeriment: un paràmetre opcional ha d'ésser seguit, com a mínim, d'un paràmetre anònim (no etiquetat), el qual tanca la possible seqüència de paràmetres opcionals.
- paràmetres opcionals amb valor per omissió

```
let
 
salt
 
?(
incr
 
=
 
1
)
 
x
 
=
 
 
x
 
+
 
incr
 
;;
 
(* val salt : ?incr:int -> int -> int = <fun> *)

```

#### operadors
Permet l'ús en prefix (entre parèntesis) o bé infix dels operadors binaris.
```
 
(* definició *)

 
let
 
(++)
 
:
 
'
a
 
list
 
->
 
'
a
 
list
 
->
 
'
a
 
list
 
=
 
fun
 
x
 
y
 
->
 
x
 
@
 
y
 
;;

 
(++)
 
[
1
;
 
2
]
 
[
3
;
 
4
]
 
(* ús en posició prefix *)

 
[
1
;
 
2
]
 
++
 
[
 
3
;
 
4
]
 
(* ús en posició infix *)

```

El caràcter inicial de l'operador determina la seva precedència (per exemple els definits començant per '*' tenen la mateixa precedència dels operadors multiplicatius). Vegeu Taula de Precedències i associativitat dels operadors

#### excepcions
```
 
exception
 
ELlistaBuida
 
of
 
string
 
;;

 
let
 
obtenir_cap
 
llista
 
=
 
match
 
llista
 
with

 
[]
 
->
 
raise
 
(
ELlistaBuida
 
"dins obtenir_cap"
)

 
|
 
(
cap
 
::
 
_)
 
->
 
cap

 
;;

 
let
 
la_meva_llista
 
=
 
[]
 
;;

 
let
 
res
 
:
 
'
a
 
option
 
=
 
 
try
 
(

 
Some
 
(
obtenir_cap
 
la_meva_llista
)

)

 
with

 
|
 
ELlistaBuida
 
msg
 
->
 
print_endline
 
(
"ELlistaBuida: tururut "
 
^
 
msg
);
 
None

 
|
 
_
 
->
 
print_endline
 
"altra excepció"
;
 
None

 
;;

 
(* funcions per llançar Excepcions típiques *)

 
failwith
 
"motiu de la fallada"
 
(* llança exc. Failure *)

 
invalid_arg
 
"rutina rut, segon paràmetre"
 
(* llança exc. Invalid_argument *)

```

### Programació imperativa
La que modifica l'estat.

#### registres amb camps mudables
```
type
 
persona
 
=
 
{
nom
:
string
;
 
mutable
 
edat
 
:
 
int
}
 
;;

let
 
joan
 
=
 
{
nom
 
=
 
"Joan"
;
 
edat
 
=
 
30
}
 
;;

let
 
aniversari
 
(
p
:
persona
)
 
=
 
 
p
.
edat
 
<-
 
p
.
edat
 
+
1
 
;;
 
(* retorna unit *)

aniversari
 
joan
 
;;

print_int
 
joan
.
edat
 
;;

```

#### efectes laterals
```
let
 
_
 
=
 
print_endline
 
"abc"
 
;;
 
(* el patró comodí '_' obvia el resultat *)

let
 
()
 
=
 
ignore
 
(
expressió
)
 
;;
 
(* ignore descarta el resultat, retorna Unit *)

let
 
a
 
=
 
print_string
 
"bla bla bla
\n
"
;
 
"nou_valor a retornar"
 
;;
 
(* efectes laterals i resultat a la mateixa clàusula *)

let
 
imprimeix_llista_de_sencers_amb_separador
 
llista
 
sep
 
=

 
print_int
 
(
List
.
hd
 
llista
);
 
(* imprimeix el cap *)

 
(* imprimeix la resta d'elements prefixant-hi el separador *)

 
(* List.iter : ('a -> unit) -> 'a list -> unit *)

 
List
.
iter
 
(
Printf
.
printf
 
"%s%d"
 
sep
)
 
(
List
.
tl
 
llista
)
 
(* aplicació parcial de ''(printf "%s%d")''

 deixant un dels paràmetres per al mapeig amb List.iter *)

 
;;

imprimeix_llista_de_sencers_amb_separador
 
[
1
;
2
;
3
]
 
", "
 
;;

```

```
1, 2, 3- : unit = ()

```

#### control imperatiu
```
expressió_while ::= "while" expr_booleana "do" expr_amb_efectes_laterals "done"

expressió_for ::= "for" identificador "=" expr_int ("to" ∣ "downto") expr_int "do" expr_amb_efectes_laterals "done"

```

```
let
 
sequencia
 
i
 
=
 
if
 
i
 
<=
 
4
 
then
 
Some
 
i
 
else
 
None
 
;;

let
 
corrent
 
=
 
Stream
.
from
 
sequencia
 
;;

let
 
fi
 
=
 
ref
 
false
 
;;

while
 
not
 
!
fi
 
do

 
match
 
(
Stream
.
peek
 
corrent
)
 
with
 
(* Stream.peek consulta el primer *)

 
|
 
Some
 
v
 
->
 
let
 
_
 
=
 
Printf
.
printf
 
"
\n
%d"
 
v
 
in

 
Stream
.
junk
 
corrent
 
(* Stream.junk escapça el corrent (treu el primer) *)

 
|
 
None
 
->
 
fi
 
:=
 
true

done
 
;;

```

### Orientació a objectes (aspectes imperatiu i funcional)
Vegeu Facilita objectes immediats d'una sola instància i classes d'objectes immutables o mudables.
- Els camps (clàusula val) són privats, accessibles només per als mètodes propis o de classes derivades.
- Els mètodes poden contenir el modificador private.
- La clàusula object admet la declaració d'una ref. a la instància, anomenada habitualment self com a object (self)... end
- Poden incorporar una clàusula d'inicialització (initializer)
- Objectes d'una sola instància (ang: singleton) ometent la clàusula class

#### objectes immediats (d'una sola instància)
```
let
 
obj
 
=
 
object

 
val
 
factor
 
=
 
5
 
(* camp de la instància (accés privat) *)

 
method
 
mult_per_factor
 
x
 
=
 
x
 
*
 
factor

 
end
 
;;

obj
#
mult_per_factor
 
4
 
;;

-
 
:
 
int
 
20

```

#### classes d'objectes
- tots els camps són d'accés privat
- new en genera una instància.

```
class
 
rectangle
 
(
x
:
float
)
 
(
y
:
float
)
 
=
 
object

 
val
 
area
 
=
 
(
x
 
*.
 
x
)
 
+.
 
(
y
 
*.
 
y
)
 
(* camp de la instància (accés privat) *)

 
method
 
obtenir_area
 
=
 
area

 
end
 
;;

let
 
nou_rect
 
=
 
new
 
rectangle
 
3
.
 
4
.
 
;;

nou_rect
#
obtenir_area
 
;;

-
 
:
 
float
 
25
.
0

```

##### objectes mudables
Incorporant el qualificatiu mutable als camps
Pot incorporar una clàusula d'inicialització initializer que el generador new executa.
El desallotjament automàtic fa innecessaris els destructors. Malgrat això, es pot registrar una funció com a finaliser al recollidor de brossa.
```
(* finalitzadors *)

let
 
f
 
=
 
fun
 
x
 
->...
 
;;
 
let
 
v
 
=...
 
in
 
Gc
.
finalise
 
f
 
v

```

```
class
 
pila_de_sencers
 
=

 
object
 
 
val
 
mutable
 
la_llista
 
:
 
int
 
list
 
=
 
[]
 
(* camp de la instància, accés privat *)

 
method
 
apila
 
x
 
=
 
 
la_llista
 
<-
 
x
 
::
 
la_llista

 
method
 
lleva
 
=
 
 
let
 
primer
 
=
 
List
.
hd
 
la_llista
 
in

 
la_llista
 
<-
 
List
.
tl
 
la_llista
 
;

 
primer

 
method
 
private
 
mida
 
=
 
(* privat: accessible només des de la mateixa classe *)
 
 
List
.
length
 
la_llista

 
method
 
es_buida
 
=
 
(
la_llista
 
=
 
[]
)

 
initializer
 
(* new com a constructor l'inicialitza *)

 
print_endline
 
"pila inicialitzada"
 
 
end
;;

let
 
p
 
=
 
new
 
pila_de_sencers
 
;;
 
(* "pila inicialitzada"

 val p : pila_de_sencers = <obj> *)

(* paràmetres de funció

-- let nom_funció (param : classe_tal) -- sense prefix, el tipus del param. ha de ser exactament classe_tal

-- let nom_funció (param : #classe_tal) -- cas de prefix '#', el tipus del param. pot ésser subtipus de classe_tal

* )

let omple (s: #pila_de_sencers) = 

 for i = 1 to 5 do

 s#apila i

 done;;

let buida (s: #pila_de_sencers) =

 while not s#es_buida do

 Printf.printf "Hem llevat %d de la pila.\n" s#lleva

 done;;

```

Execució a l'intèrpret ocaml
```
# p ;;
- : pila_de_sencers = <obj>
# omple p ;;
- : unit = ()
# buida p ;;
Hem llevat 5 de la pila.
Hem llevat 4 de la pila.
Hem llevat 3 de la pila.
Hem llevat 2 de la pila.
Hem llevat 1 de la pila.
- : unit = ()
# 

```

##### actualització funcional dels objectes immutables
La construcció {<... >} permet l'actualització funcional en una nova instància, retornant-ne un clon actualitzat.
```
class
 
passa_anys
 
(
edat_ini
:
int
)
 
=

 
object

 
val
 
edat
 
=
 
edat_ini

 
method
 
aniversari
 
=
 
{<
 
edat
 
=
 
edat
 
+
1
 
>}
 
(* clonar i actualitzar *)

 
method
 
imprimeix
 
=
 
print_string
 
"edat: "

 
;
 
print_int
 
edat

 
;
 
print_newline
 
()

 
end
 
;;

let
 
joan
 
=
 
new
 
passa_anys
 
10
 
;;

let
 
_
 
=
 
joan
#
aniversari
#
imprimeix
 
;;

```

##### classes abstractes
Els mètodes es poden fer abstractes (pendents d'especificar en classes derivades) amb la qualificació "virtual". Les classes amb mètodes virtuals han de ser declarades virtuals.
```
class
 
virtual
 
punt_abstracte
 
x_init
 
=

 
object
 
(
self
)

 
val
 
mutable
 
virtual
 
x
 
:
 
int

 
method
 
virtual
 
get_x
 
:
 
int

 
method
 
get_dist
 
=
 
self
#
get_x
 
-
 
x_init

 
end
 
;;

class
 
point
 
x_init
 
=

 
object

 
inherit
 
punt_abstracte
 
x_init

 
val
 
mutable
 
x
 
=
 
x_init

 
method
 
get_x
 
=
 
x

 
end
;;

 
(* tipus resultant: class point : int -> object 

 val mutable x : int 

 method get_dist : int 

 method get_x : int 

 end *)

```

##### herència
Les classes poden tenir herència múltiple. En cas de col·lisió de noms de mètode heretats, preval l'heretat darrer.
```
(* provant a l'intèrpret ocaml *)

class
 
punt
 
(
x_inicial
:
 
float
)
 
(
y_inicial
:
 
float
)
 
=

 
object
 
(
self
)

 
val
 
mutable
 
x
 
=
 
x_inicial

 
val
 
mutable
 
y
 
=
 
y_inicial

 
method
 
desplassa
 
delta_x
 
delta_y
 
=
 
(* la ç de desplaça no s'admet 

 als ident. UTF-8 (vegeu lèxic) *)

 
x
 
<-
 
x
 
+.
 
delta_x
 
;

 
y
 
<-
 
y
 
+.
 
delta_y

 
method
 
imprimeix
 
=

 
Printf
.
printf
 
"posició %.2f %.2f
\n
"
 
x
 
y

 
end
 
;;

type
 
color
 
=
 
Verd
 
|
 
Roig
 
|
 
Blau
 
;;

let
 
string_of_color
 
=
 
function

 
Verd
 
->
 
"Verd"

 
|
 
Roig
 
->
 
"Roig"

 
|
 
Blau
 
->
 
"Blau"

 
;;

class
 
acolorit
 
(
c_inicial
:
 
color
)
 
=
 
 
object
 
(
self
)

 
val
 
mutable
 
color
 
=
 
c_inicial

 
method
 
pinta
 
nou_color
 
=

 
color
 
<-
 
nou_color

 
method
 
imprimeix
 
=

 
print_endline
 
(
"color: "
 
^
 
(
string_of_color
 
color
))

 
end
 
;;

class
 
punt_acolorit
 
(
x
:
float
)
 
(
y
:
float
)
 
(
c
:
color
)
 
=
 
 
object
 
(
self
)

 
inherit
 
punt
 
x
 
y
 
as
 
super_punt

 
inherit
 
acolorit
 
c
 
as
 
super_acolorit

 
method
 
imprimeix
 
=

 
super_punt
#
imprimeix
 
;

 
super_acolorit
#
imprimeix
 
 
end
 
;;

let
 
p_acolorit
 
=
 
new
 
punt_acolorit
 
1
.
0
 
2
.
0
 
Verd
 
;;

p_acolorit
#
imprimeix
 
;;
 
(* posició 1.00 2.00

 color: Verd

 - : unit = () *)

```

##### Interfícies d'objectes
A l'estil dels Interface de Java, designen el conjunt de tipus que implementen la signatura descrita amb class type.
```
(* seguint l'anterior codi a l'intèrpret ocaml *)

class
 
type
 
imprimible
 
=

 
object

 
method
 
imprimeix
 
:
 
unit

 
end
 
;;

let
 
imprim_test
 
(
obj
 
:
 
#
imprimible
)
 
=
 
obj
#
imprimeix
 
;;
 
(* val imprim_test : #imprimible -> unit = <fun> *)

(* El tipus de punt_acolorit és subtipus de imprimible perquè n'inclou els mètodes i camps (en cas que n'hi hagi). *)

imprim_test
 
p_acolorit
 
;;
 
(* posició 1.00 2.00

 color: Verd

 - : unit = () *)

let
 
p_ras
 
=
 
new
 
punt
 
1
.
5
 
1
.
5
 
;;
 
(* punt ras *)

imprim_test
 
p_ras
 
;;
 
(* posició 1.50 1.50

 - : unit = () *)

```

##### Col·leccions de valors amb funcionalitat comuna
Per exemple, llistes amb elements d'aquells tipus que implementin una funcionalitat determinada per una interfície. Cal fer un up-cast (caracterització a tipus menys especialitzat) de cadascun dels elements al tipus de la interfície.
```
(* seguint les seccions anteriors *)

(* caracterització a tipus menys especialitzat (''up-cast''), 

 en aquest cas un interface *)

let
 
cast_a_imprimible
 
cp
 
=
 
(
cp
 
:>
 
imprimible
)
 
;;

 
(* val cast_a_imprimible : #imprimible -> imprimible = <fun> *)

(* col·leccions homogènies *)

let
 
coleccio_d'imprimibles
 
=
 
[
 
cast_a_imprimible
 
p_ras
;
 
(
p_acolorit
 
:>
 
imprimible
)]
 
;;
 
(* - : imprimible list *)

let
 
_
 
=
 
List
.
iter
 
imprim_test
 
coleccio_d'imprimibles
 
;;
 
(* iteració de imprim_test a la llista *)

```

##### llistes obertes d'elements etiquetats
Unió discriminada oberta (sense definició prèvia de tipus)
```
let
 
coleccio_etiquetada
 
=
 
[`
Punt
 
p_ras
;
 
`
Punt_acolorit
 
p_acolorit
]
 
;;

let
 
rec
 
tracta_col_etiquetada
 
=
 
function

 
|
 
[]
 
->
 
()

 
|
 
`
Punt
 
(
p
:
punt
)
 
::
 
cua
 
->

 
p
#
desplassa
 
1
.
0
 
1
.
0
 
;

 
p
#
imprimeix
 
;

 
tracta_col_etiquetada
 
cua

 
|
 
`
Punt_acolorit
 
(
p
:
punt_acolorit
)
 
::
 
cua
 
->

 
p
#
pinta
 
Blau
 
;

 
p
#
desplassa
 
1
.
0
 
1
.
0
 
;

 
p
#
imprimeix
 
;

 
tracta_col_etiquetada
 
cua

 
;;

```

##### classes amb parametrització de tipus (genèrics)
Vegeu
```
class
 
parell_de_sencers
 
(
x
:
 
int
)
 
(
y
:
 
int
)
 
=

object

 
method
 
get_x
 
=
 
x

 
method
 
get_y
 
=
 
y

end
 
;;

let
 
parelleta_de_sencers
 
=
 
new
 
parell_de_sencers
 
5
 
3
 
;;

class
 
[
'
a
,
 
'
b
]
 
parell_de_tipus_generic
 
(
x
:
 
'
a
)
 
(
y
:
 
'
b
)
 
=

object

 
method
 
get_x
 
=
 
x

 
method
 
get_y
 
=
 
y

end
 
;;

let
 
parelleta_de_dos
 
=
 
new
 
parell_de_tipus_generic
 
5
 
3
.
2
 
;;

 
(* val parelleta_de_dos : (int, float) parell_de_tipus_generic = <obj> *)

(* herència *)

class
 
[
'
a
,
 
'
b
]
 
parell_de_classe_generica_derivada
 
(
x
:
 
'
a
)
 
(
y
:
 
'
b
)
 
=

object

 
inherit
 
[
'
a
,
 
'
b
]
 
parell_de_tipus_generic
 
x
 
y

 
(*... *)

end
 
;;

let
 
parelleta_del_derivat
 
=
 
new
 
parell_de_classe_generica_derivada
 
7
.
5
 
9
.
5
 
;;

(* funció que retorna resultat de tipus diferent

 segons la instanciació de l'objecte de la classe genèrica *)

let
 
obtenir_x
 
(
p
 
:
 
(
'
a
,
 
'
b
)
 
#
parell_de_tipus_generic
)
 
=
 
p
#
get_x
 
;;

obtenir_x
 
parelleta_de_dos
 
;;

-
 
:
 
int
 
5

obtenir_x
 
parelleta_del_derivat
 
;;

-
 
:
 
float
 
7
.
5

```

##### restriccions als paràmetres de funcions i de classes
```
class
 
type
 
imprimible
 
=
 
(* interfície "imprimible" (signatura) *)

 
object

 
method
 
imprimeix
 
:
 
unit

 
end
 
;;

(* als paràmetres de funcions *)

let
 
test_impressio
 
(
obj
:
 
#
imprimible
)
 
=
 
obj
#
imprimeix
 
;;

(* als paràmetres de les classes *)

class
 
classe_amb_component_imprimible
 
(
obj_ini
:
 
#
imprimible
)
 
=
 
object
 
(
self
:
'
c
)

 
constraint
 
'
c
 
=
 
#
imprimible
 
(* requeriment que la classe implementi l'interface *)

 
val
 
obj
 
=
 
obj_ini

 
method
 
imprimeix
 
=
 
obj
#
imprimeix

end
 
;;

(* als paràmetres de tipus de classes genèriques *)

class
 
[
'
a
]
 
classe_genèrica_amb_component_imprimible
 
(
obj_ini
:
 
'
a
)
 
=
 
object

 
constraint
 
'
a
 
=
 
#
imprimible

 
val
 
obj
 
=
 
obj_ini
 
 
method
 
imprimeix
 
=
 
obj
#
imprimeix

end
 
;;

```

##### constructors de còpia
- Oo.copy crea una còpia superficial (la que no duplica els valors referits per punters ref).[33]

```
class
 
classe_amb_copia
 
=

 
object
 
(
self
)

 
method
 
copy
 
=
 
Oo
.
copy
 
self

 
end
;;

```

### Mòduls
Un fitxer de codi sense clàusula module es considera un mòdul en si mateix i el seu nom de mòdul és el del fitxer amb la primera lletra majúscula.
Per fer-ne servir un identificador cal prefixar-lo: "Nom_fitxer.ident"; per incorporar tots els seus identificadors a l'àmbit actual s'utilitza la clàusula open
```
 
open
 
Nom_fitxer
 
(* importa l'espai de noms del mòdul Nom_fitxer *)

(* o també *)

 
let
 
open
 
Nom_fitxer
 
in
 
(* importació d'àmbit local, versió 3.12 *)

...

```

La clàusula module introdueix un submòdul que s'adreça externament com a Nom_fitxer.Nom_modul
```
 
(* fitxer nom_fitxer.ml *)

 
module
 
Intern
 
=

 
struct

 
let
 
ident
 
=
 
3
 
 
end
 
;;

 
(* des de dins del fitxer, ens hi referirem per Intern *)

 
print_endline
 
(
"resultat: "
 
^
 
(
string_of_int
 
Intern
.
ident
))
 
;;

 
(* des d'un altre fitxer : *)

 
open
 
Nom_fitxer
.
Intern

```

#### Compilació
En una compilació els fonts s'han d'especificar en ordre tal que si Mòdul_A crida Mòdul_B, Mòdul_B ha de precedir Mòdul_A.
En cas que les referències entre mòduls fossin circulars, cal generar i compilar primer els fitxers de signatura (secció següent).
```
 (* compilació a codi intermedi "bytecode" (per executar la tasca 
 caldrà la presència de l'intèrpret de bytecode ocamlrun *)

 ocamlc modul_B.ml modul_A.ml -o nom_tasca 

```

```
 (* En executar la tasca en bytecode, crida a l'intèrpret *)
./nom_tasca arg1..argn

 (* execució des de l'intèrpret *) 
 ocamlrun nom_tasca arg1..argn
.

```

```
 (* compilació a codi nadiu *)
 ocamlopt modul_B.ml modul_A.ml -o nom_tasca

./nom_tasca arg1..argn

```

També es pot compilar a fitxer biblioteca, especificant -a
```
(* compilació a biblioteca de codi intermedi (bytecode) *)
ocamlc -a modul_B.ml modul_A.ml -o nom_llib.cma
```

```
(* compilació a biblioteca de codi nadiu *)
ocamlopt -a modul_B.ml modul_A.ml -o nom_llib.cmxa
```

#### Compilació amb biblioteques del sistema de paquets
per exemple la biblioteca de tractament de tires de caràcters Unicode del paquet "Camomile" incorporada amb el gestor de paquets Findlib. o la distribució en codi font GODI
```
(* fitxer mon.ml (exemple de prova) *)

module
 
CAM
 
=
 
CamomileLibrary
.
Default
.
Camomile
 
;;

let
 
text
 
=
 
"Món"
 
;;

let
 
_
 
=
 
Printf
.
printf
 
"UTF8.length '%s' : %d
\n
"
 
text
 
(
CAM
.
UTF8
.
length
 
text
)
 
;

 
Printf
.
printf
 
"String.length '%s' : %d
\n
"
 
text
 
(
String
.
length
 
text
)
 
;;

```

- ocamlfind,[36] interfície del gestor de paquets, proporciona directoris, biblioteques i opcions al compilador segons la info. del fitxer META del paquet.[37]

```
ocamlfind ocamlc -package camomile -linkpkg mon.ml -o mon
```

o amb compilació i relligat separats
```
ocamlfind ocamlc -c -package camomile mon.ml (* compilació, genera objecte mon.cmo *)
ocamlfind ocamlc -package camomile -linkpkg mon.cmo -o mon (* relligat (ang:link) *)
```

a Linux amb la codificació descrita a la variable d'entorn LANG = ca_ES.UTF-8
./mon
```
UTF8.length 'Món' : 3
String.length 'Món' : 4
```

"CamomileLibrary" NO és el nom del fitxer biblioteca, és un mòdul generat amb l'opció -pack del compilador (empaqueta com a submòduls els mòduls esmentats com a paràmetres). Aquest sistema no és regla general dels paquets.
```
(* extracte del Makefile del paquet Camomile *)
camomileLibrary.cmo camomileLibrary.cmi : $(OBJECTS)
$(OCAMLC) $(BOPTIONS) -pack -o camomileLibrary.cmo $(OBJECTS) $(INCLUDES)
```

#### Generació d'intèrprets personalitzats
OcamlMkTop permet crear avaluadors d'expressions OCaml (intèrprets o Toplevels en argot OCaml) amb mòduls i biblioteques precarregats.
A voltes dona millor informació d'errors en cas de manca d'adequació de crides Ocaml a biblioteques del sistema subjacent.
Incorporant l'exemple anterior
```
ocamlfind ocamlmktop -package camomile -linkpkg mon.cmo -o ocaml-mon
```

#### Signatura d'un mòdul
Seqüència d'especificacions de tipus dels identificadors exportats per un mòdul.

##### Generació partint del codi font
En cas que interessi declarar d'accés privat (d'ús intern) algun identif. d'un mòdul-fitxer, generarem un fitxer amb la seva signatura amb la comanda següent, redirigint la sortida:
```
ocamlc -i fitxer_a.ml > fitxer_a.mli
```

Com que només s'exporten els identificadors presents a la signatura, editarem el.mli eliminant les declaracions que volem d'accés privat, i el compilarem amb ocamlc, generant el.cmi (interfície compilada)
```
(* cas de compilació a codi nadiu *)
ocamlc -c fitxer_a.mli (* genera interfície compilada.cmi *)
ocamlopt -c fitxer_a.ml (* genera objecte de codi nadiu.cmx *)
ocamlopt fitxer_a.cmx principal.ml -o nom_tasca (* genera executable nadiu *)
```

```
(* cas de compilació a codi intermedi (bytecode) *)
ocamlc -c fitxer_a.mli fitxer_a.ml (* genera interfície compilada.cmi i objecte bytecode.cmo *)
ocamlc fitxer_a.cmo principal.ml -o nom_tasca (* genera executable bytecode *)
```

##### amb signatura explícita
```
module
 NomMòdul : Signatura 
```

(:) equival a l'adscripció opaca del ML Estàndard quedant els tipus tan visibles com ho siguin a la signatura, i quedant d'accés privat els elements de l'estruct. no presents a la signatura.
```
module
 
Intern
 
:

 
sig
 
 
val
 
obtenir_privat
 
:
 
unit
 
->
 
int
 
 
end
 
 
=

 
struct

 
let
 
el_meu_privat
 
=
 
3
 
 
let
 
obtenir_privat
 
()
 
=
 
el_meu_privat

 
end
 
;;

```

o també
```
module
 
type
 
SignatIntern
 
=

 
sig
 
 
val
 
obtenir_privat
 
:
 
unit
 
->
 
int
 
 
end
 
;;

module
 
Intern
 
:
 
SignatIntern
 
=

 
struct

 
let
 
el_meu_privat
 
=
 
3
 
 
let
 
obtenir_privat
 
()
 
=
 
el_meu_privat

 
end
 
;;

```

##### composició de signatures
A partir de v3.12: herència (include) múltiple i substitució de tipus eliminant la instrucció type interna de les signatures incloses.
```
module
 
type
 
SigDelMeuComponent
 
=

 
sig

 
type
 
u

 
include
 
Imprimible
 
with
 
type
 
t
 
:=
 
u
 
(* v. 3.12 (substitució del tipus

 eliminant la instr. type interna) *)

 
include
 
Ordenable
 
with
 
type
 
t
 
:=
 
u

 
end

```

#### Estructures paramètriques:Functors
Vegeu ref.
```
module
 
type
 
Igualable
 
=

 
sig

 
type
 
t

 
val
 
iguals
:
 
t
 
->
 
t
 
->
 
bool

 
end
 
;;

module
 
type
 
SigConjunt
 
=

 
sig

 
type
 
tip_elem
 
 
type
 
t

 
val
 
buit
 
:
 
t

 
val
 
es_membre
:
 
tip_elem
 
->
 
t
 
->
 
bool

 
val
 
afegeix
:
 
tip_elem
 
->
 
t
 
->
 
t

 
end
 
;;

module
 
type
 
SigConjuntLlistaDIgualables
 
=
 
functor
 
(
E
:
 
Igualable
)
 
->

 
(
SigConjunt
 
with
 
type
 
tip_elem
 
=
 
E
.
t
 
 
and
 
type
 
t
 
=
 
E
.
t
 
list

)
 
;;

module
 
ConjuntLlistaDIgualables
 
:
 
SigConjuntLlistaDIgualables
 
=
 
functor
 
(
E
:
 
Igualable
)
 
->

 
struct

 
type
 
tip_elem
 
=
 
E
.
t
 
 
type
 
t
 
=
 
E
.
t
 
list

 
let
 
buit
 
=
 
(
[]
 
:
 
E
.
t
 
list
)

 
let
 
rec
 
es_membre
 
=
 
fun
 
(
elem
:
E
.
t
)
 
(
conj
 
:
E
.
t
 
list
)
 
->
 
match
 
conj
 
with

 
|
 
[]
 
->
 
false

 
|
 
cap
 
::
 
cua
 
->
 
(
E
.
iguals
 
elem
 
cap
)
 
||
 
(
es_membre
 
elem
 
cua
)

 
;;

 
let
 
afegeix
 
=
 
fun
 
(
elem
 
:
E
.
t
)
 
(
conj
 
:
E
.
t
 
list
)
 
->
 
if
 
not
 
(
es_membre
 
elem
 
conj
)
 
 
then
 
elem
 
::
 
conj
 
 
else
 
conj

 
end
 
;;

module
 
Sencers
 
=

 
struct

 
type
 
t
 
=
 
int
 
 
let
 
iguals
:
 
t
 
->
 
t
 
->
 
bool
 
=
 
fun
 
a
 
b
 
->
 
a
 
=
 
b

 
end
 
;;

module
 
Reals
 
=

 
struct

 
type
 
t
 
=
 
float

 
let
 
iguals
:
 
t
 
->
 
t
 
->
 
bool
 
=
 
fun
 
a
 
b
 
->
 
compare
 
a
 
b
 
=
 
0

 
end
 
;;

module
 
type
 
SigConjuntLlistaDeSencers
 
=
 
(
SigConjunt
 
with
 
type
 
tip_elem
 
=
 
Sencers
.
t
 
 
and
 
type
 
t
 
=
 
Sencers
.
t
 
list

)
 
;;

module
 
ConjuntLlistaDeSencers
 
=
 
ConjuntLlistaDIgualables
 
(
Sencers
)
 
;;

module
 
ConjuntLlistaDeReals
 
=
 
ConjuntLlistaDIgualables
 
(
Reals
)
 
;;

```

#### Serialització
Amb el mòdul Marshal.

#### Autodocumentació
Els comentaris entre (** i *) es poden fer servir per generar un fitxer d'autodocumentació mitjançant l'eina ocamldoc
Els comentaris entre (* i *) no entren a l'autodocumentació.
S'hi poden incloure camps estàndard per documentar el mòdul i els paràmetres de les definicions. (els tipus no cal posar-los-hi que ja surten automàticament) com ara
```
@author 
text

@version 
text

@param 
rol
 
descripció
 (* no cal posar-hi tipus, ja l'obté de la def. *)
@return 
descripció

@raise Excepció descripció
@see 
url
 (vegeu..)
@since 
text
 (des de versió tal)
@deprecated 
text
 (obsolet 
s'avisa que aquesta funció...
)
```

Vegeu-ne l'ús a l'exemple més avall. Un exemple, amb el fitxer de signatura i sense, seria
```
ocamldoc -html modul.ml
o bé
ocamldoc -html modul.ml -intf modul.mli
```

Generaria els fitxers de documentació Modul.html i type_Modul.html

### Arrencada
Vegeu
```
(* fitxer arrenca.ml, utilitza mòduls Sys i Arg *)

(* prog. d'anàlisi de línia d'ordres *)

let
 
nomprog
 
=
 
Sys
.
argv
.(
0
)
 
;;
 
(* argc = Array.length Sys.argv *)

let
 
usage_msg
 
=
 
Printf
.
sprintf
 
"Ús: %s -v -o sortida --num 10 fitxer_a fitxer_b
\n
"
 
nomprog
 
;;

(* variables per a opcions i paràmetres *)
 

let
 
ref_flag_v
 
=
 
ref
 
false
 
;;

let
 
ref_opcio_o
 
=
 
ref
 
""
 
;;

let
 
ref_opcio_num
 
=
 
ref
 
0
 
;;

let
 
ref_fitxers
 
=
 
ref
 
(
[]
 
:
 
string
 
list
)
 
;;

(* especificació d'opcions: llista de (opció, comanda : Arg.spec, text_d'ajuda) *)

let
 
spec_opcions
 
=
 
[
 
(
"-v"
,
 
Arg
.
Set
 
ref_flag_v
,
 
"versió"
)
 
;

 
(
"-o"
,
 
Arg
.
Set_string
 
ref_opcio_o
,
 
"output"
)
 
;

 
(
"--num"
,
 
Arg
.
Set_int
 
ref_opcio_num
,
 
"numeric"
)

 
]
 
;;

(* paràmetres posteriors a les opcions, apilar-los a !ref_fitxers, quedaran en ordre invers *)

let
 
en_llegir_arg
 
arg
 
=
 
ref_fitxers
 
:=
 
arg
 
::
 
!
ref_fitxers
 
;;

(* capgira la llista per recuperar-ne l'ordre *)

let
 
obtenir_args_de_comanda
 
()
 
=
 
List
.
rev
 
!
ref_fitxers

let
 
processa_arg
 
arg
 
=
 
Printf
.
printf
 
"tracta param. %s
\n
"
 
arg
 
;;

let
 
run
 
=
 
Arg
.
parse
 
spec_opcions
 
en_llegir_arg
 
usage_msg
 
 
;
 
Printf
.
printf
 
"flag_v: %B
\n
"
 
!
ref_flag_v
 
 
;
 
Printf
.
printf
 
"opcio_o: %s
\n
"
 
!
ref_opcio_o
 
 
;
 
Printf
.
printf
 
"opcio_num: %d
\n
"
 
!
ref_opcio_num
 
 
;
 
List
.
iter
 
processa_arg
 
(
obtenir_args_de_comanda
 
()
)
 
(* aplica funció a params. retornant unit *)

 
;;

(* fi de fitxer *)

```

compilació
```
ocamlc -o arrenca arrenca.ml
```

./arrenca -v -o sortida—num 10 fitxer_a fitxer_b
dona la següent sortida
```
flag_v: true
opcio_o: sortida
opcio_num: 10
tracta param. fitxer_a
tracta param. fitxer_b

```

Altres sistemes:
- Alain Frish Getopt Arxivat 2009-04-05 a Wayback Machine. a l'estil de GNU GetOpt.

### API Estàndard
Les operacions predefinides són al mòdul Pervasives, obert d'entrada.
Els tipus predefinits s'esmenten aquí.
Les biblioteques estàndards s'especifiquen aquí

### Extensions dels tipus de fitxers

#### de fonts
.mlfitxer font
.mlifitxer d'interfície
.mlldocument de lèxic per al generador d'analitzadors de lèxic (ocamllex)
.mlydocument de gramàtica per al generador d'analitzadors gramaticals (ocamlyacc)

#### compilats
.cmofitxer de codi objecte bytecode (codi intermedi)
.cmifitxer d'interfície, compilat
.cmxfitxer de codi objecte nadiu (propi de l'arquitectura del processador)

##### biblioteques
.cmabiblioteca de codi objecte bytecode de relligat estàtic (en temps de compilació)
.cmxabiblioteca de codi objecte nadiu de relligat estàtic
.cmxsbiblioteca de codi objecte nadiu de relligat dinàmic (com .dll (a windows)/.so (a unix)) (només per a la plataforma amd64 (x86-64))

### Gestió de paquets

#### Findlib
El gestor de paquets Findlib funciona només sobre sistemes Unix. Vegeu enllaços.
El fitxer de projecte del paquet duu per nom META.
Per instal·lar un paquet precompilat, descarregat manualment:
```
ocamlfind install nom_del_paquet camí_al_fitxer_META
```

Per especificar-lo en la compilació vegeu secció més amunt #Compilació amb biblioteques del sistema de paquets

#### Distribució GODI
GODI és un rebost de paquets de codi font que en facilita la instal·lació i actualització compilant a destinació.
Incorpora un programa anomenat godi_console que proporciona una interfície de menús en una consola de comandes, per a la selecció, instal·lació i actualització dels paquets
A l'hora d'instal·lar un paquet, cal fer primer l'operació test per comprovar si manquen paquets dels quals depèn, que haurem d'assenyalar "per instal·lar" individualment.
Per anul·lar les operacions GODI marcades, si no ens en sortim, cal cercar l'arxiu "build/wishes.txt" de la instal·lació GODI i buidar-lo o eliminar-lo.
Els paquets de distribució Godi poden tenir un nom lleugerament diferent del nom amb Findlib (per exemple godi-camomile per al paquet camomile). Per utilitzar-los en compilació cal fer servir el nom original del paquet (per exemple camomile) i el sistema ja descrit per al Findlib.

### Compartint recursos
En cas d'executar més d'un programa ocaml alhora, de cara a minimitzar l'ús de memòria hi ha les següents opcions:
Un únic gestor de memòriaLa compilació a bytecode permet tenir una única instància del gestor de memòria i interfase amb el sistema operatiu. el programa ocamlrun interpreta el codi intermedi.
Relligat dinàmic amb bibliotequesVegeu ref. ocamlmklib genera biblioteques estàtiques i dinàmiques partint d'objectes i biblioteques de codi OCaml i codi C.

### Portabilitat
El codi intermedi (bytecode) pot córrer a, pràcticament, qualsevol plataforma compatible amb POSIX amb un compilador compatible amb ANSI-C.
La llista oficial de plataformes suportades aquí.

### JoCaml
JoCaml és una extensió del llenguatge que implementa l'àlgebra de processos CSP anomenada "càlcul Join" i facilita la concurrència per pas de missatges amb sincronització per encaix de patrons per a sistemes distribuïts amb migració de processos.

## OCaml sobre JavaVM
Amb el programari OCamlJava Requereix JVM >= 1.6
- N'és un exemple l'intèrpret en una applet aquí.

```
export OCAMLJAVA=carpeta_distrib_ocamljava/bin
```

### Execució de codi intermedi OCaml (projecte Cadmium)
```
ocamlc hola.ml -o hola # compilació a codi intermedi
```

```
java -jar $OCAMLJAVA/ocamlrun.jar hola # execució a JVM de 
bytecode
 ocaml
```

Cadmium per a l'Android: joecaml constitueix una reimplementació per a una versió més antiga de Java, la 1.5 compatible amb Android. (Cadmium d'OCamlJava requereix Java 1.6)

### Compilació a codi intermedi JVM (projecte Cafesterol)
```
(amb "-standalone" incorpora totes les biblios necessàries a l'arxivador 
.jar
 de sortida)
```

```
java -jar $OCAMLJAVA/ocamljava.jar hola.ml -o hola.jar -standalone
```

```
java -jar hola.jar # execució de 
bytecode
 JVM
```

## OCaml a Javascript
ocamljsrerefons de compilador generant Javascript per al compilador ocaml
js_of_ocamltraductor de codi intermedi ocamlc a javascript

## OCaml per a l'iPhone/iPad
- Compilador creuat per a l'iPhone/iPad.,[65] funciona integrat amb l'entorn de desenvolupament Xcode per als ordinadors de l'Apple.[66]
- Exemple d'aplicació per a l'iPad[67]

## OCaml a l'Android
- OCaml Toplevel:[68] intèrpret (de Keigo Imai) descarregable des del Google Market
- Cadmium d'OCamlJava per a l'Android

## OCaml sobreXen
- OpenMirage[69] és una implementació per desenvolupar micronuclis servidors d'aplicacions Núvol d'internet sobre l'hipervisor Xen (sense sistema operatiu).

## Exemples

### Ent./Sortida
```
(** fitxer volca_fitxer.ml (Autodocumentació)

 especifiquem els tipus de sortida de les rutines 

 per assegurar-ne la comprovació a les diferents branques,

 els tipus dels params. d'entrada els dedueix de les operacions involucrades 

.- les operacions sense prefix de mòdul les trobareu al Pervasives

 @author jo i en pitus

 @version 1.0

 *)

(**

 llegeix una línia i l'escriu

 @param inp canal d'entrada

 @raise End_of_file fi de fitxer

 *)

let
 
volca_linia
 
(
inp
:
in_channel
)
 
:
 
unit
 
=

 
let
 
línia
 
=
 
input_line
 
inp
 
in

 
print_endline
 
linia

 
;;

(**

 llegeix d'un canal d'entrada

 @param inp canal d'entrada

 *)

let
 
volca_canal
 
inp
 
:
 
unit
 
=

 
try
 
(
while
 
true
 
do
 
 
volca_linia
 
inp

 
done

)

 
with
 
 
End_of_file
 
->
 
print_endline
 
"
\n
-- fi de fitxer"

 
|
 
_
 
->
 
print_endline
 
"
\n
-- altra excepció"

 
;;

(**

 obre el fitxer comprovant error

 @param nom_fitxer nom del fitxer

 @return possible canal d'entrada

 *)

let
 
obre_fitxer
 
nom_fitxer
 
:
 
in_channel
 
option
 
=

 
try
 
(

 
let
 
inp
 
=
 
open_in
 
nom_fitxer
 
in

 
Some
 
inp

)

 
with
 
_
 
->
 
let
 
_
 
=
 
Printf
.
printf
 
"Error en obrir fitxer %s per llegir
\n
"
 
nom_fitxer
 
in
 
 
None

 
;;

(**

 volca el fitxer especificat si és que existeix

 @param nom_fitxer nom del fitxer

 *)

let
 
volca_fitxer
 
nom_fitxer
 
:
 
unit
 
=

 
if
 
not
 
(
Sys
.
file_exists
 
nom_fitxer
)

 
then
 
Printf
.
printf
 
"El fitxer de nom %s no existeix
\n
"
 
nom_fitxer

 
else
 
let
 
possible_inpc
 
=
 
obre_fitxer
 
nom_fitxer
 
in

 
match
 
possible_inpc
 
with

 
None
 
->
 
()

 
|
 
Some
 
inpc
 
->
 
volca_canal
 
inpc
 
;

 
close_in
 
inpc

 
;;

(**

 comprova que la tasca té un argument i el pren de nom de fitxer a volcar

 *)

let
 
main
 
=
 
let
 
nom_prog
 
=
 
Sys
.
argv
.(
0
)
 
in

 
if
 
Array
.
length
 
Sys
.
argv
 
<>
 
2
 
 
then
 
Printf
.
printf
 
"ús: %s nom_fitxer
\n
"
 
nom_prog

 
else
 
volca_fitxer
 
Sys
.
argv
.(
1
)
 
 
;;

```

Compila, executa, genera interfície (signatura) i genera fitxers d'autodocumentació (de la implementació nom-amb-primera-lletra-majúscula.html i de la interfície type_nom-amb-primera-lletra-majúscula.html)
```
ocamlc volca_fitxer.ml -o volca_fitxer
```

./volca_fitxer nom_fitxer
```
ocamlc -i volca_fitxer.ml > volca_fitxer.mli
```

```
ocamldoc -html volca_fitxer.ml -intf volca_fitxer.mli
```

### Llistes d'avaluació tardana
Estalvien espai en el tractament de llistes llargues o infinites.
```
(* tipus de llista d'avaluació tardana (ang:lazy evaluation) *)

type
 
'
a
 
node_t
 
=

 
|
 
Nil

 
|
 
Cons
 
of
 
'
a
 
*
 
'
a
 
zlist_t

and
 
'
a
 
zlist_t
 
=
 
'
a
 
node_t
 
Lazy
.
t

;;

(** generador tardà de m elements; ''lazy'' deixa la generació en suspens *)

let
 
rec
 
genera_llista
 
(
m
:
int
)
 
:
'
a
 
zlist_t
 
=

 
lazy
 
(
match
 
m
 
with

 
|
 
0
 
->
 
Nil

 
|
 
n
 
->
 
Cons
 
(
n
,
 
genera_llista
 
(
n
-
1
))

)
 
;;

(** fold_left_tardà: fold_left sobre llista d'avaluació tardana;

 ''Lazy.force'' força l'avaluació del generador de la llista 

 obtenint-ne 1 elem.

 *)

let
 
rec
 
fold_left_tardà
 
f
 
acum
 
(
llista
:
'
a
 
zlist_t
)
 
=

 
match
 
(
Lazy
.
force
 
llista
)
 
with
 
 
|
 
Nil
 
->
 
acum

 
|
 
Cons
 
(
x
,
 
xs
)
 
->
 
fold_left_tardà
 
f
 
(
f
 
acum
 
x
)
 
xs

;;

let
 
op_binaria
 
=
 
fun
 
(
a
:
float
)
 
(
b
:
int
)
 
->
 
a
 
+.
 
sqrt
 
(
float_of_int
 
b
)
 
;;
 
(* qualsevol que interessi *)

let
 
_
 
=

 
Printf
.
printf
 
"resultat: %.2f
\n
"
 
(
fold_left_tardà
 
op_binaria
 
0
.
 
(
genera_llista
 
100000
))
 

;;

```

### Interfície d'entorn gràfic --Hola mónaGTKambGlade
Glade és una eina de disseny d'interfícies gràfiques d'usuari per a l'entorn GTK que desa el disseny en format GladeXML que els programes poden carregar fàcilment per instanciar-ne els elements gràfics i connectar-hi els gestors d'esdeveniments.
El programari lablgtk2 conté els connectors a les API de GTK i Glade així com un convertidor que del format GladeXML genera un mòdul OCaml amb la definició de la interfície. Per exemple, dissenyant al Glade una finestra de nom window1 amb l'etiqueta "Hola món" desant el fitxer com a hola_mon_interficie.glade.
A la versió més recent de Glade, cal especificar a les preferències, com a format de projecte, el libGlade (GladeXML v.2.0) en comptes del GtkBuilder que ve predeterminat.
```
lablgladecc2 
hola_mon_interficie.glade
 > hola_mon_interficie.ml
```

```
(* fitxer hola_mon.ml *)

open
 
Hola_mon_interficie

let
 
en_sortir
 
()
 
=
 
GMain
.
quit
 
()
 
;;

let
 
()
 
=

 
let
 
w1
 
=
 
new
 
window1
 
()
 
in
 
(* crea instància de la finestra importada de "Hola_mon_interficie" *)

 
let
 
_
 
=
 
w1
#
window1
#
connect
#
destroy
 
~
callback
:
en_sortir
 
in
 
(* connecta el senyal de tancament ''on destroy'' *)

 
w1
#
toplevel
#
show
 
()
;
 
(* mostra la finestra *)

 
GMain
.
Main
.
main
 
()
 
;;
 
(* engega el bucle de despatx de senyals *)

```

```
ocamlc -I +lablgtk2 lablgtk.cma lablglade.cma gtkInit.cmo hola_mon_interficie.ml hola_mon.ml -o hola_mon
```

./hola_mon
L'antic convertidor ml-glade que traduïa fitxers GladeXML versió 1, no ha sigut actualitzat a les versions de Glade actuals i ha quedat obsolet.

### Composició de signatures
A partir de la versió 3.12 permet la inclusió múltiple de signatures mitjançant la substitució de tipus de la segona en endavant.
Vegeu ref.
```
module
 
type
 
PUNT_ABSTRACTE
 
=

sig

 
type
 
t

 
val
 
getX
 
:
 
t
 
->
 
float

 
val
 
setX
 
:
 
float
 
->
 
t
 
->
 
t

 
val
 
modul
:
 
t
 
->
 
float
 
 
val
 
dist
:
 
t
 
->
 
t
 
->
 
float

end
 
;;

module
 
type
 
PUNT1D
 
=

sig

 
include
 
PUNT_ABSTRACTE

 
val
 
nou
:
 
float
 
->
 
t
 

end
 
;;

module
 
type
 
PROP_Y
 
=

sig

 
type
 
u

 
val
 
getY
 
:
 
u
 
->
 
float

 
val
 
setY
 
:
 
float
 
->
 
u
 
->
 
u

end
 
;;

module
 
type
 
PUNT2D
 
=

sig

 
include
 
PUNT_ABSTRACTE

 
include
 
PROP_Y
 
with
 
type
 
u
 
:=
 
t
 
(* inclusió de signatures amb substitució de tipus v3.12 *)

 
val
 
nou
:
 
float
 
->
 
float
 
->
 
t

 
val
 
desplassaX
:
 
float
 
->
 
t
 
->
 
t

end
 
;;

module
 
Punt1D
 
:
 
PUNT1D
 
=

struct

 
type
 
t
 
=
 
{
 
x
:
 
float
}

 
let
 
nou
 
x
 
=
 
{
x
}

 
let
 
getX
 
{
x
}
 
=
 
x
 
(* v3.12: encaixos {x} equivalents a {x=x} *)

 
let
 
setX
 
nova_x
 
p
 
=
 
{
p
 
with
 
x
 
=
 
nova_x
}

 
let
 
modul
 
p
 
=
 
p
.
x

 
let
 
dist
 
p
 
q
 
=
 
modul
 
{
 
x
 
=
 
q
.
x
 
-.
 
p
.
x
}
 

end
 
;;

module
 
Punt2D
 
:
 
PUNT2D
 
=
 

struct

 
type
 
t
 
=
 
{
 
x
:
float
;
 
y
:
 
float
}

 
let
 
nou
 
x
 
y
 
=
 
{
x
;
 
y
}

 
let
 
getX
 
{
x
}
 
=
 
x

 
let
 
setX
 
nova_x
 
p
 
=
 
{
p
 
with
 
x
 
=
 
nova_x
}

 
let
 
getY
 
{
y
}
 
=
 
y

 
let
 
setY
 
nova_y
 
p
 
=
 
{
p
 
with
 
y
 
=
 
nova_y
}

 
let
 
modul
 
p
 
=
 
sqrt
 
(
p
.
x
 
**
 
2
.
0
 
+.
 
p
.
y
 
**
 
2
.
0
)

 
let
 
dist
 
p
 
q
 
=
 
modul
 
{
 
x
 
=
 
q
.
x
 
-.
 
p
.
x
;
 
y
 
=
 
q
.
y
 
-.
 
p
.
y
}

 
let
 
desplassaX
 
dx
 
({
x
}
 
as
 
p
)
 
=
 
{
p
 
with
 
x
 
=
 
x
 
+.
 
dx
}
 
(* ''as pattern'' al revés del Haskell *)

end
 
;;

```

### Productor / consumidor
Més info al manual "Unix systems programming in Objective Caml"
```
open
 
Event

type
 
info
 
=
 
Info
 
of
 
int
 
|
 
Plega

exception
 
EFinal
 
of
 
string

let
 
obtenir_hora
 
:
 
unit
 
->
 
string
 
=
 
(* obtenir hora d'Unix.time *)

 
fun
 
()
 
->
 
let
 
open
 
Unix
 
in
 
(* ''open'' local, versió 3.12 *)

 
let
 
tm
 
=
 
localtime
 
(
time
 
()
)
 
in

 
Printf
.
sprintf
 
"%02d:%02d:%02d"
 
tm
.
tm_hour
 
tm
.
tm_min
 
tm
.
tm_sec

let
 
productor
 
:
 
info
 
channel
 
->
 
unit
 
=

 
fun
 
canal
 
->
 
for
 
valor
 
=
 
3
 
downto
 
0
 
do

 
Thread
.
delay
 
1
.
0

 
;
 
sync
(
send
 
canal
 
(
Info
 
valor
))
 
(* tramesa síncrona *)

 
done

let
 
consumidor
 
:
 
info
 
channel
 
*
 
info
 
channel
 
->
 
unit
 
=

 
fun
 
(
canal1
,
 
canal2
)
 
->

 
try
 
(
while
 
true
 
do

 
match
 
sync
 
(
choose
 
[
receive
 
canal1
;
 
receive
 
canal2
])
 
(* recepció síncrona amb selecció *)

 
with

 
|
 
Info
 
valor
 
->
 
Printf
.
printf
 
"%s - compte: %d 
\n
"
 
(
obtenir_hora
 
()
)
 
valor
 
 
;
 
flush
 
stdout

 
|
 
Plega
 
->
 
raise
 
(
EFinal
 
"s'ha acabat"
)
 
(* excepció per sortir del bucle *)

 
done

)

 
with
 
 
|
 
EFinal
 
msg
 
->
 
Printf
.
printf
 
"excep %s
\n
"
 
msg

 
;
 
flush
 
stdout

 
;;

let
 
main
 
()
 
=
 
let
 
canal1
 
=
 
Event
.
new_channel
 
()
 
in

 
let
 
canal2
 
=
 
Event
.
new_channel
 
()
 
in

 
let
 
consumidor_id
 
=
 
Thread
.
create
 
consumidor
 
(
canal1
,
 
canal2
)
 
in

 
let
 
productor_id
 
=
 
Thread
.
create
 
productor
 
canal1
 
in
 
(* pel canal1 *)

 
Thread
.
join
 
productor_id
 
(* espera fi productor *)

 
;
 
sync
(
send
 
canal2
 
Plega
)
 
(* ordre de plegar al consumidor *)
 
(* pel canal2 *)

 
;
 
Thread
.
join
 
consumidor_id
 
(* espera fi consumidor *)

 
;
 
print_string
 
"Fi del programa
\n
"

 
;;

let
 
_
 
=
 
main
 
()

```

- Compilació amb fils d'exec. lleugers (del planificador de l'intèrpret) (Lightweight threads)[74] (només a bytecode): ocamlc -vmthread

```
 ocamlc -vmthread -o prova_vmt unix.cma threads.cma prova.ml
./prova_vmt

```

- Compilació amb fils d'exec. del sistema (només a codi nadiu), en cas que els suporti: ocamlopt -thread

```
 ocamlopt -thread -o prova_ost unix.cmxa threads.cmxa prova.ml
./prova_ost

```

dona:
```
11:44:15 - compte: 3 
11:44:16 - compte: 2 
11:44:17 - compte: 1 
11:44:18 - compte: 0 
excep s'ha acabat
Fi del programa

```

### STM - Memòria transaccional -- Emulació de les var. de sincronització TMVar del Haskell - GHC
Amb la biblioteca coThreads
A l'Ubuntu:
```
sudo apt-get install libcothreads-ocaml-dev
```

Vegeu també:
- MVars al Haskell
- STM al GHC

```
(* fitxer mvar.ml, adaptat dels exemples de cothreads *)

module
 
Thread
=
Cothread

open
 
Stm

type
 
'
a
 
mvar
 
=
 
'
a
 
option
 
tvar

(* -------- primitives similars a les del Haskell -------- *)

let
 
new_empty_mvar
 
()
 
=
 
tvar
 
None

let
 
take_mvar
 
mv
 
=
 
 
read_tvar
 
mv
 
>>=
 
(
function

 
None
 
->
 
retry

 
|
 
Some
 
v
 
->

 
write_tvar
 
mv
 
None
 
>>=
 
(
function
 
_
 
->
 
return
 
v
))

let
 
put_mvar
 
mv
 
v
 
=

 
read_tvar
 
mv
 
>>=
 
(
function

 
None
 
->
 
write_tvar
 
mv
 
(
Some
 
v
)

 
|
 
Some
 
v
 
->
 
retry
)

(* -------- aplicació -------- *)

let
 
productor
 
mv
 
=

 
let
 
c
 
=
 
ref
 
0
 
in

 
while
 
true
 
do

 
Thread
.
delay
 
(
Random
.
float
 
0
.
00005
);

 
atom
 
(
put_mvar
 
mv
 
!
c
);

 
incr
 
c

 
done

let
 
consumidor
 
mv
 
=

 
while
 
true
 
do

 
Printf
.
printf
 
"Rebut %d
\n
"
 
(
atom
 
(
take_mvar
 
mv
));

 
flush_all
 
()
;

 
done

let
 
main
 
()
 
=

 
let
 
mv
 
=
 
new_empty_mvar
 
()
 
in

 
let
 
prod_id
 
=
 
Thread
.
create
 
productor
 
mv
 
in

 
let
 
consum_id
 
=
 
Thread
.
create
 
consumidor
 
mv
 
in

 
Thread
.
join
 
prod_id
;
 
 
Thread
.
join
 
consum_id
;

 
()

let
 
()
 
=
 
main
 
()

```

- Compilació amb fils d'exec. lleugers (del planificador de l'intèrpret), a codi intermedi ocaml.

```
ocamlc -vmthread -o mvar-vmt cothreads.cma mvar.ml
./mvar-vmt

```

- Compilació amb fils d'exec. del sistema, a codi nadiu

```
ocamlopt -thread -o mvar-ost unix.cmxa cothreads.cmxa mvar.ml
./mvar-ost

```